# Trypetinae

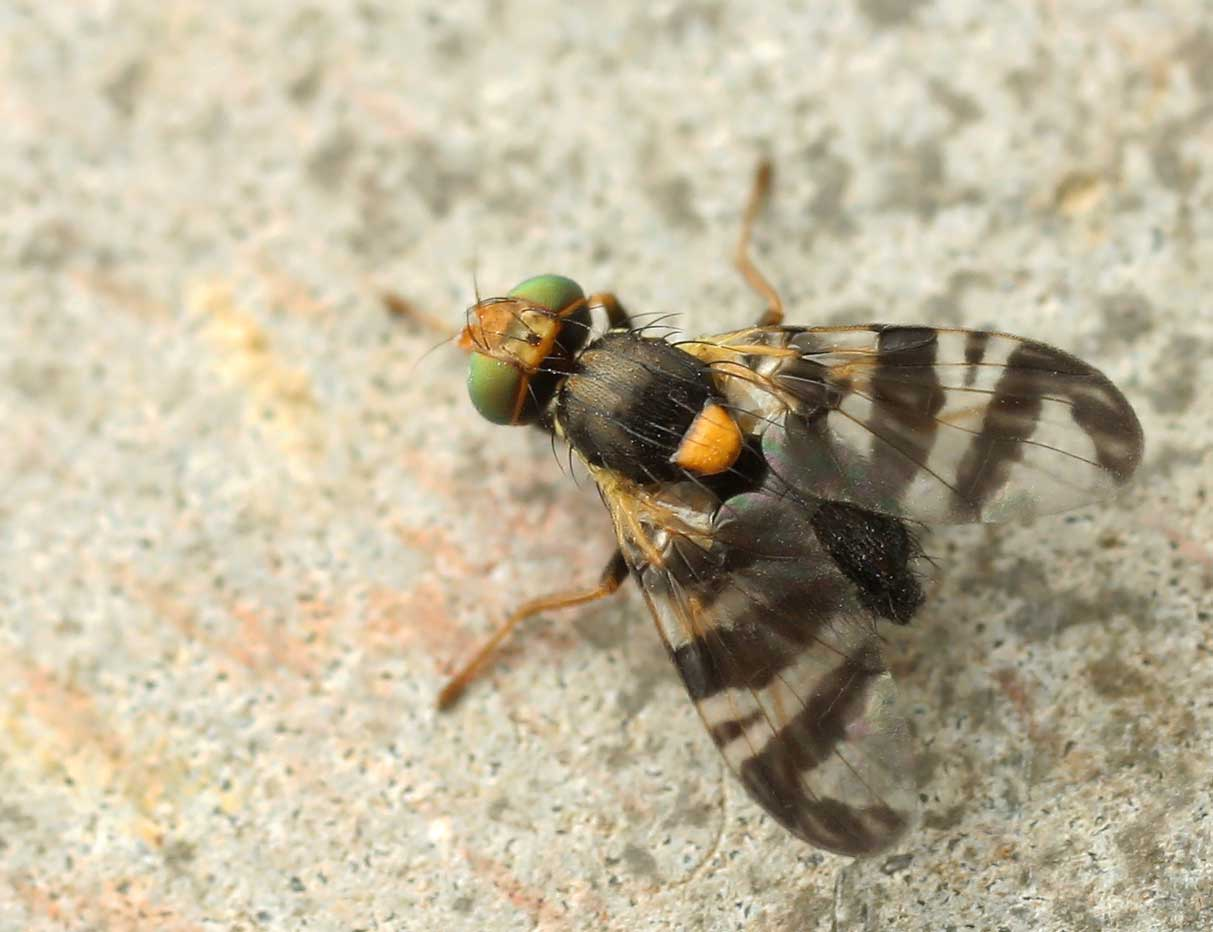
Вишнёвая муха (Rhagoletis cerasi)

Trypetinae (лат.) — подсемейство мух-пестрокрылок (Tephritidae). Описано более 1000 видов, объединяемых в более чем 100 родов.

## Распространение и палеонтология
Распространены на всех континентах, кроме Антарктиды. Распределение по зоогеографическим областям следующее: Неарктика — 96 вида (16 родов); Неотропика — 290 (14); Палеарктика — 258 (52); Афротропика — 76 (25); Ориентальная область — 278 (55); Австралия — 107 (32).
Известны ископаемые виды из эоцена (около 50 млн лет, Китай) и миоцена. Среди них † Chetostoma antiqua Heer, 1849 (Хорватия), † Myoleja clotho Korneyev, 1982 (Ставропольский край, Россия), † Protortalotrypeta grimaldii Norrbom, 1994 (доминиканский янтарь).

## Описание
Мелкие и средних размеров мухи с пятнистыми крыльями (около 5 мм). Постоцеллярные щетинки (pocl), волоски среднеспинки и наружные теменные щетинки на голове (vte) обычно тёмные, чёрные или бурые, тонкие.

## Биология
Пестрокрылки с широким спектром предпочтений в питании личинок. Trypetinae включают более тысячи видов с широким спектром предпочтений в питании личинок: потребителей тканей у различных травянистых растений (Adramini, Trypetina, Zaceratini), до настоящих потребителей плодов (Adramini, Carpomyini, Toxotrypanini, а также некоторые другие Trypetinae). Также известны индукторы галлов среди видов рода Notomma (Carpomyini Notommatina), личинки которых способны вызывать образование галлов в ветках Dicrostachys и Vachellia (Fabaceae).

## Классификация
Trypetinae это второе после Tephritinae крупнейшее подсемейство пестрокрылок, включающее 118 родов и 1012 видов, объединяемых в 7 триб. Большинство родов содержат по одному виду (монотипные), но часть родов достаточно крупные и включают более 100 видов каждый (Anastrepha — 198, Euphranta — 98, Rhagoletis  — 69, Philophylla — 57, Trypeta — 47). Это подсемейство, возможно, поли- или парафилетический кластер, который остается после исключения монофилетических Dacinae и Tephritinae. Монофилия может быть доказана для большинства включенных сюда триб и групп родов, но взаимоотношения между ними остаются неясными:
- Adramini: 183 видов, 26 родов:

Acinoeuphranta, Adrama, Adramoides, Brandtomyia, Celidodacus, Coelopacidia, Coelotrypes, Conradtina, Crinitisophira, Cyclopsia, Dimeringophrys, Euphranta, (п/р Euphranta, Rhacochlaena иXanthotrypeta), Hardyadrama, Ichneumonosoma, Indophranta, Meracanthomyia, Munromyia, Nitobeia, Paraeuphranta, Pelmatops, Piestometopon, Pseudopelmatops, Scolocolus, Soita, Trypanophion и Xaniosternum.
- Carpomyini: 123 видов, 12 родов[16]:

Carpomya, Cryptodacus, Haywardina, Malica, Notomma, Oedicarena, Paraterellia, Rhagoletis, Rhagoletotrypeta, Scleropithus, Stoneola и Zonosemata.
- Rivelliomimini: 6 видов, 3 родов:

Ornithoschema (syn: Cycasia), Rivelliomima и Xanthanomoea.
- Trypetini: 416 видов, 49 родов[17]:

Acidia, Acidiella (возм. syn: Machaomyia), Acidiostigma, Acidoxantha, Acidoxanthopsis, Aciuropsis, Aischrocrania, Alsangelisca, Anastrephoides, Angelogelasinus, Anomoia, Apiculonia, Calosphenisca, Carpophthoracidia, Cervarita, Chenacidiella, Chetostoma, Cornutrypeta, Craspedoxanthitea, Cristobalia, Drosanthus, Dryadodacryma, Euleia, Hemilea, Hemileoides, Hemileophila, Hemiristina, Hoplandromyia, Itosigo, Kerzhnerella, Magnimyiolia, Montiludia, Morinowotome, Myoleja, Nemeurinus, Nitrariomyia, Oreurinus, Paracanthonevra, Paramyiolia, Parastenopa, Paratrypeta, Philophylla, Prospheniscus, Pseudhemilea, Sinacidia, Stemonocera, Strauzia, Trypeta и Vidalia.
- Toxotrypanini: 235 видов, 3 родов[18]:

Anastrepha, Hexachaeta и Toxotrypana.
- Xarnutini:8 видов, 2 родов:

Platystomopsis и Xarnuta.
- Zaceratini: 2 видов, 2 родов:

Plioreocepta и Zacerata.
- Incertae sedis

Другие роды (около 40 видов, более 20 родов)
Alincocallistomyia, Breviculala, Callistomyia, Cephalophysa, Epinettyra, Esacidia, Lalokia, Malaisella, Molynocoelia, Monacidia, Notommoides, Ochrobapha, Paracristobalia, Platyparea, Poecilothea, Pseudomyoleja, Pseudophorellia, Pycnella, Sosiopsila, Taomyia и Tarphobregma.